# توماس دبليو. لونش
توماس دبليو. لونش (بالإنجليزية: Thomas W. Lynch)‏ هو كاتب سيناريو أمريكي، ولد في 25 فبراير 1956 في لوس أنجلوس في الولايات المتحدة.

## وصلات خارجية
- توماس دبليو. لونش على موقع IMDb (الإنجليزية)
- توماس دبليو. لونش على موقع قاعدة بيانات الفيلم (الإنجليزية)